# 滝波錦司
滝波 錦司（たきなみ きんじ、1943年5月25日 - 1992年9月19日）は、日本の俳優。本名同じ。
宮城県出身。明治大学卒業。東映演技研修所に所属していた。

## 来歴・人物
東映作品を中心に、主に脇役として映画やテレビドラマで活躍した。
1972年の特撮テレビドラマ『サンダーマスク』（日本テレビ）では、科学パトロール隊の隊長である藤警部役でレギュラー出演した。
1980年代に俳優を引退、赤坂で飲食店「Teasers」を経営していたが、平成4年に病気で他界した。この店にはスタッフとして南城竜也も在籍していた。
特技は、スキー。

## 出演

### テレビドラマ
- 特別機動捜査隊（NET）
  - 第297話「第七天国」（1967年） - 警官 [注釈 1]
  - 第303話「兄ちゃんの馬鹿」（1967年） - ヨッちゃん [注釈 1]
  - 第543話「皆殺しの詩」（1972年） - 刑事
  - 第548話「影を追う女」（1972年） - 珠子の父
- キャプテンウルトラ 第21話「電波怪物ラジゴン星人あらわる!!」（1967年、TBS） - テレビ局の局員 [注釈 1]
- プレイガールシリーズ（12ch）
  - プレイガール
    - 第46話「銀嶺の対決」（1970年）
    - 第60話「女の火遊び」（1970年）
    - 第174話「怪談 あの世から来た三度笠」（1972年）
    - 第251話「なんで私を裸で殺すの?!」（1974年）
    - 第251話「高校生売春殺人事件」（1974年） - 栄一

  - プレイガールQ  (1975年)　
    - 第28話「仁義なき抗争」 (1975年)- 矢田部
    - 第44話「女は裸で燃え上がる」 (1975年） - 白石
    - 第61話「年忘れ脱ぎ脱ぎ作戦」 (1975年） - 甲山 ※滝山錦司名義
    - 第69話「寝乱れた東京エマニエル夫人」 (1976年） - 松崎鉄次
- 江戸川乱歩シリーズ 明智小五郎 第1話「殺しの招待状 蜘蛛男より」他（1970年、12ch）
- 柔道一直線 第78話「破れ! 大噴火投げ」（1970年、TBS）
- 仮面ライダーシリーズ（MBS）
  - 仮面ライダー
    - 第11話「吸血怪人ゲバコンドル」（1971年） - 城南大学研究員
    - 第65話「怪人昆虫博士とショッカースクール」（1972年） - カブトロングの部下

  - 仮面ライダーX 第6話「日本列島ズタズタ作戦!」（1974年） - 現場監督（ミノタウロス）
- ガッツジュン 第17話「青春よ炎と燃えろ!」（1971年、TBS） - 慶実高校監督[注釈 2]
- さすらいの狼 第3話「竜と少年」（1972年、NET）
- 超人バロム・1 第6、7、11話（1972年、YTV） - 日読新聞記者
- アイアンキング 第1話「朝風の密使」・第2話「廃墟の白鳥」（1972年、TBS） - 不知火順二郎
- サンダーマスク （1972年 - 1973年、NTV） - 藤警部
- 刑事くん 第3部 第8話「この子の涙は母を求めて」（1973年、TBS） - 早瀬
- 非情のライセンス 第1シリーズ 第24話「兇悪の回路」（1973年、NET） - 伊村刑事
- スーパーロボット レッドバロン 第20話「危し! SSI」（1973年、NTV） - シュンケル博士
- キカイダー01 第38話「必殺の仕掛 血闘三つ巴!」（1974年、NET） - シャドウ郵便局配達員
- 闘え!ドラゴン 第22話「香港から来た凄い奴」（1974年、12ch） - 烈風
- Gメン'75（TBS）
  - 第4話「殺し屋刑事」（1975年） - 黒い狼メンバー
  - 第8話「裸の町」（1975年） - 野末産業社員
  - 第13話「バスストップ」（1975年） - 暴力団組員
  - 第24話「二人組警官ギャング」（1975年） - 潮興業の男
  - 第53話「殺人ドライブの謎」（1976年）
  - 第62話「深夜放送ジャック」（1976年） - 大伸貿易社員
  - 第75話「刑事を捨てた刑事」（1976年） - 有村実（関東連合チンピラ）
  - 第95話「殺人完了電話」（1977年） - 劇画家・岡村創
  - 第116話「エクソシスト殺人事件」（1977年）- 玉置力
  - 第144話「雪原に消えた13人の乗客」（1978年） - 赤尾
- 大江戸捜査網 第238話「万引き姫大奮戦」（1976年、12ch） - 八田主水
- 快傑ズバット（1977年、12ch）
  - 第6話「海にほえるマシンガン」 - レッドボワ
  - 第28話「そして、誰も居なくなる」 - 悪天坊
- 森村誠一シリーズ 腐蝕の構造（1977年、MBS）
- 特捜最前線（ANB）
  - 第18話「硝煙のなかに立つ女」（1977年）
  - 第29話「プルトニウム爆弾が消えた街」（1977年）
  - 第50話「兇弾・神代夏子死す!」（1978年） - 沢田幸平

### 映画
- セックス・ライダー 濡れたハイウェイ（1971年、日活） - 尾崎
- 麻薬売春Gメン（1972年、東映） - 岡本取締官
- 実録安藤組 襲撃篇（1973年、東映）
- ボディガード牙（1973年、東映） - 熊沢茂
- 実録 私設銀座警察（1973年、東映） - 木島敏也
- 女囚さそり 701号怨み節（1973年、東映） - 刑事 役
- 少林寺拳法（1975年、東映） - 赤松組 組員
- 青春讃歌 暴力学園大革命（1975年、東映） - 黒田生徒主任
- ウルフガイ 燃えろ狼男（1975年、東映） - 比留間
- 横浜暗黒街 マシンガンの竜（1976年、東映）
- 安藤昇のわが逃亡とSEXの記録（1976年、東映） - 河原邦彦
- 子連れ殺人拳（1976年、東映） - 石森 役
- 新・女囚さそり 701号（1976年、東映） - 伊藤主任看守